# Rosalie Caron
Pour les articles homonymes, voir Caron.
Rosalie Caron est une artiste peintre française née Marie Rosalie Caron à Senlis le 27 juillet 1791 et morte à Paris le 8 décembre 1860.
Elle est une des représentantes de la peinture de style troubadour.

## Biographie
Élève de Jean-Baptiste Regnault, Rosalie Caron exposa au Salon de 1812 à 1833. À plusieurs reprises, elle s'inspirera des écrits de Madame Cottin, et surtout de son roman Mathilde ou Mémoires tirés de l’histoire des croisades (1805) qui met en scène les amours de Mathilde d'Angleterre, sœur de Richard Cœur de Lion, et de Malek-Adhel, frère de Saladin. 
Trois autres femmes peintres s'emparèrent également du sujet à la même époque : Amélie Legrand de Saint-Aubin avec Mathilde dans son oratoire (n° 839) et Baptême et mort de Malek-Adhel (n° 840) au Salon de 1819, Eugénie Servières avec La chrétienne Mathilde obtenant la conversion de Malek-Adel en répondant à son amour au Salon de 1812 (n° 845) et Malek-Adhel attendant Mathilde au tombeau de Montmorency au Salon de 1822 (n° 1193), aujourd'hui au musée des Beaux-Arts de Brest, et Césarine Davin-Mirvault dont La mort de Malek-Adhel présenté au Salon de 1814 (n° 236) est entré dans les collections du musée d'art et d'archéologie d'Aurillac en 1974. 
Pour une raison inconnue, Rosalie Caron n'exposera plus après sa participation au Salon de 1833. Elle continuera néanmoins d'apparaître comme peintre dans l'Almanach du Commerce de Paris jusqu'en 1855 à l'adresse du 3, rue Vendôme à Paris. Après cette date, elle y sera inscrite comme « rentière ».
En 1842, François Guyot de Fère écrira dans son Annuaire biographiques des artistes français : « Nous ne voyons plus rien de cette artiste au Salon. Elle se borne, maintenant, au rôle de spectatrice en donnant toujours ses vœux à ceux qui, comme elle, cherchent des succès solides dans des ouvrages consciencieux ».

## Œuvres

### Œuvres exposées auSalon
Des neuf tableaux présentés par Rosalie Caron entre 1812 et 1833 au Salon de Paris, seuls trois sont aujourd'hui répertoriés et localisés. Ils sont entrés dans les collections du musée municipal de Bourg-en-Bresse en 2014 et 2015.
Salon de 1812

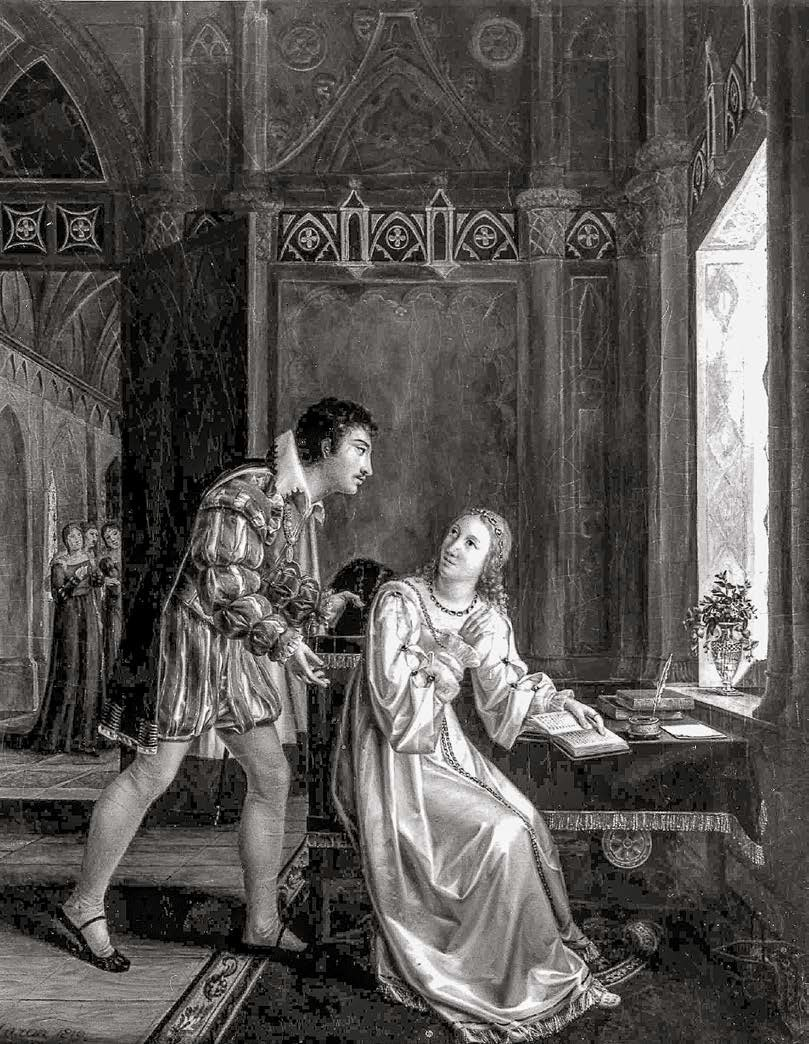
Gabrielle de Vergy relisant les vers composés pour elle par Raoul de Coucy et surprise par son mari, Salon de 1812 (reproduction en noir et blanc)

- Gabrielle de Vergy relisant les vers composés pour elle par Raoul de Coucy et surprise par son mari (n° 170) d'après Gabrielle de Vergy, tragédie en 5 actes de Domont de Belloy (1770)[9]. Localisation inconnue .

Salon de 1814
- Mathilde et Malek-Adhel au tombeau de Montmorency (n° 175), musée municipal de Bourg-en-Bresse. Don des Amis du monastère royal de Brou en janvier 2014. Provenance : vente publique chez Porro à Milan, n° 264 a, présenté comme Scuola Neoclassica.

Salon de 1817
- Mathilde surprise dans les jardins de Damiette par Malek-Adhel (n° 139), musée municipal de Bourg-en-Bresse. Don des Amis du monastère royal de Brou en janvier 2014. Provenance : vente publique chez Porro à Milan, n° 264 b, présenté comme Scuola Neoclassica.

Salon de 1819
- Marguerite de Valois et le Connétable de Bourbon (n° 196) d'après l' Histoire de la reine de Navarre (1745). Localisation inconnue.
- Saint Louis conduisant Henri IV au temple du destin (n° 197) d'après La Henriade (chant VII) de Voltaire. Localisation inconnue.

Salon de 1822
- Jeune femme sortant du bain. (n° 194) figure d'étude. Localisation inconnue[14].

Salon de 1824
- Mathilde et Malek-Adhel surpris dans le tombeau de Montmorency par l'archevêque de Tyr (n° 275), musée municipal de Bourg-en-Bresse. Achat de la Ville de Bourg-en-Bresse avec l'aide du FRAM et du mécénat en 2015.

Salon de 1833
- La Sainte Famille (n° 343). Localisation inconnue.
- Miss Alice Lee et Charles II (n° 344) d'après Woodstock ou le Cavalier, de Walter Scott (1826). Localisation inconnue.

Œuvres de Rosalie Caron au musée municipal de Bourg-en-Bresse
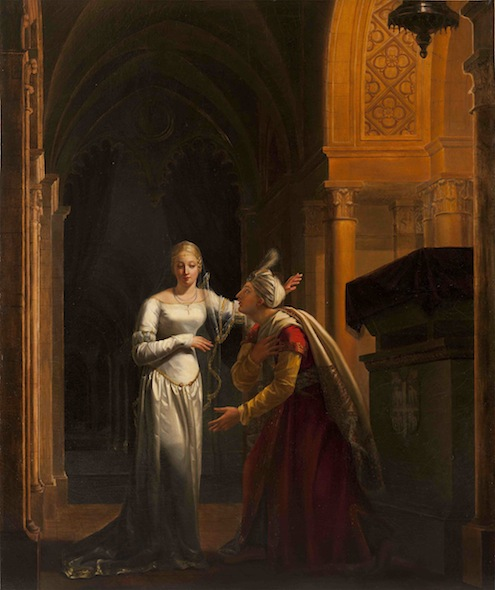
Mathilde et Malek Adhel au tombeau de Montmorency (Salon de 1814).
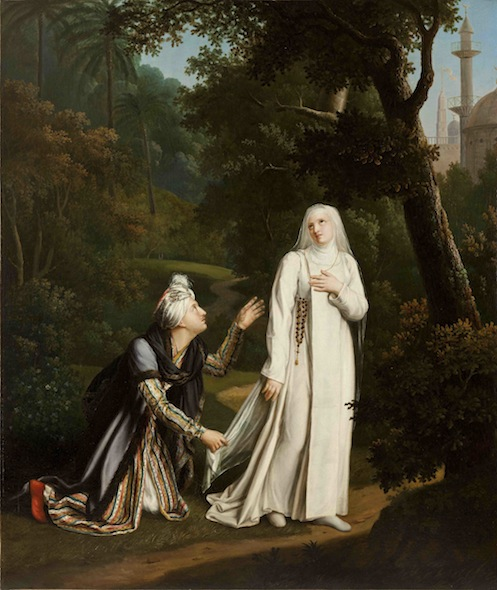
Mathilde surprise dans les jardins de Damiette par Malek Adhel (Salon de 1817).
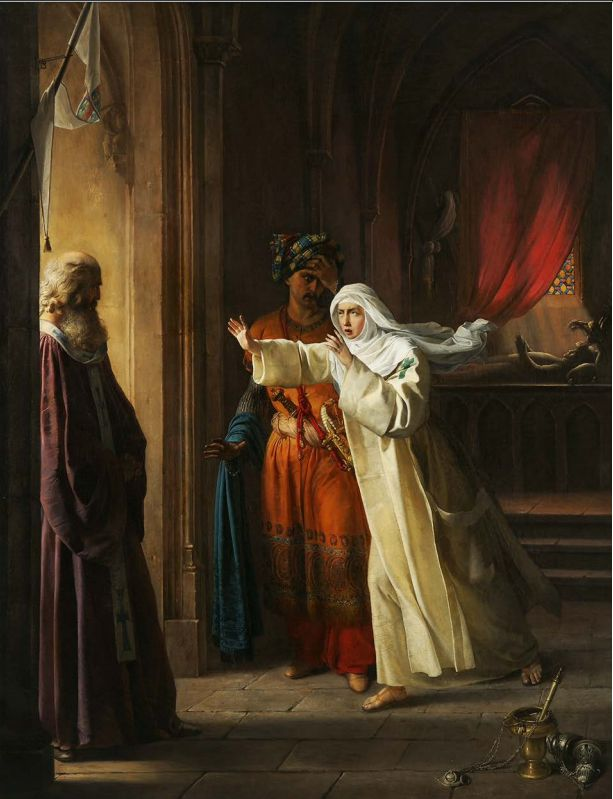
Mathilde et Malek-Adhel surpris dans le tombeau de Montmorency par l'archevêque de Tyr (Salon de 1824).

### Autres œuvres

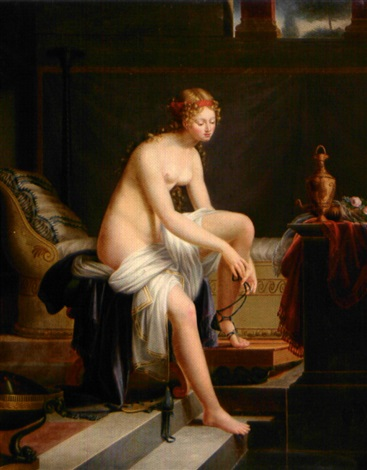
Jeune femme sortant du bain (Salon de 1822). Localisation inconnue.

- Portrait en pied de Louis XVIII, commandé à Rosalie Caron en mars 1820 par le conseil municipal de Colmar pour la salle des séances du conseil[17] ; l'œuvre était terminée en juillet suivant[18].
- Guyot de la Fère [19] signale « une Bacchante qui est maintenant au Brésil » et ajoute qu'« elle a fait un très grand nombre de portraits et de tableaux divers dont plusieurs sont à l'étranger ».
- Le Dictionnaire Bénézit mentionne plusieurs tableaux passés en ventes publiques :
  - Deauville, 29 août 1969, Portrait de femme rattachant sa sandale. Même œuvre portant le même titre passée en vente publique à l'hôtel Drouot le 4 juin 2008 sous le n° 133. Il s'agit en fait de la Jeune femme sortant du bain exposée au Salon de 1822, dont la localisation actuelle est inconnue.
  - Paris, 21 mars 1984, Le Galant gentilhomme, 1819. Localisation actuelle inconnue.
  - Paris, 5 décembre 1986, Jeune femme à sa toilette, 1821. Sans doute la même œuvre que la Jeune femme sortant du bain exposée au Salon de 1822.

## Réception critique
En 1812, René-Jean Durdent mentionne : « Je répare un oubli envers madame Lemire : son tableau de madame de la Vallière donnant des leçons de piété à sa fille (1333), est assez gracieux, pour que j'eusse dû en parler à l'article des femmes artistes. J'en dis autant de Gabrielle de Vergi (n° 170), par Mlle Rosalie Caron, en remarquant toutefois que le dessin de ce dernier tableau n'est pas correct ».
Dans La Vérité au Salon de 1812 […], un critique anonyme écrit : « Tableau médiocre, sujet peu heureux, petite pensée et petite manière. »
En 1836, François-Fortuné Guyot de Fère dira que « ses ouvrages sont gracieux et d’une couleur harmonieuse. »